# Corallus caninus
Boa émeraude, Boa canin
Espèce
Synonymes
- Boa canina Linnaeus, 1758
- Boa hipnale Linnaeus, 1758
- Boa thalassina Laurenti, 1768
- Boa aurantiaca Laurenti, 1768
- Boa exigua Laurenti, 1768
- Xiphosoma araramboya Wagler, 1824

Statut CITES
Corallus caninus est une espèce de serpents de la famille des Boidae. En français, il est appelé boa émeraude ou boa canin.

## Répartition
Cette espèce se rencontre du niveau de la mer à 200 m d'altitude dans les forêts tropicales humides :
- au Venezuela dans les États d'Amazonas et de Bolívar ;
- au Guyana ;
- au Suriname ;
- en Guyane ;
- au Brésil dans les États d'Amazonas, du Pará, du Roraima et d'Amapá.

## Description

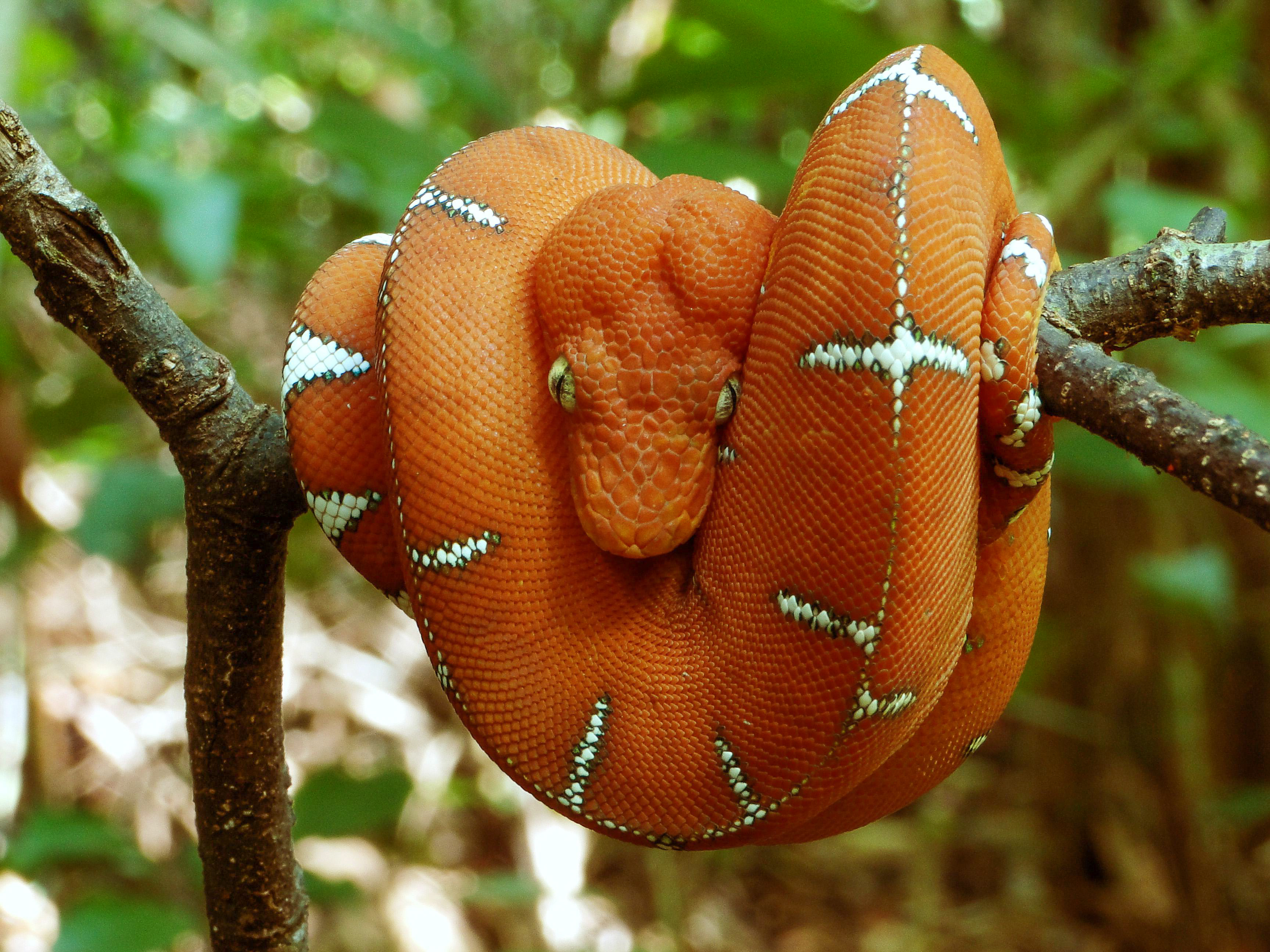
Jeune boa canin

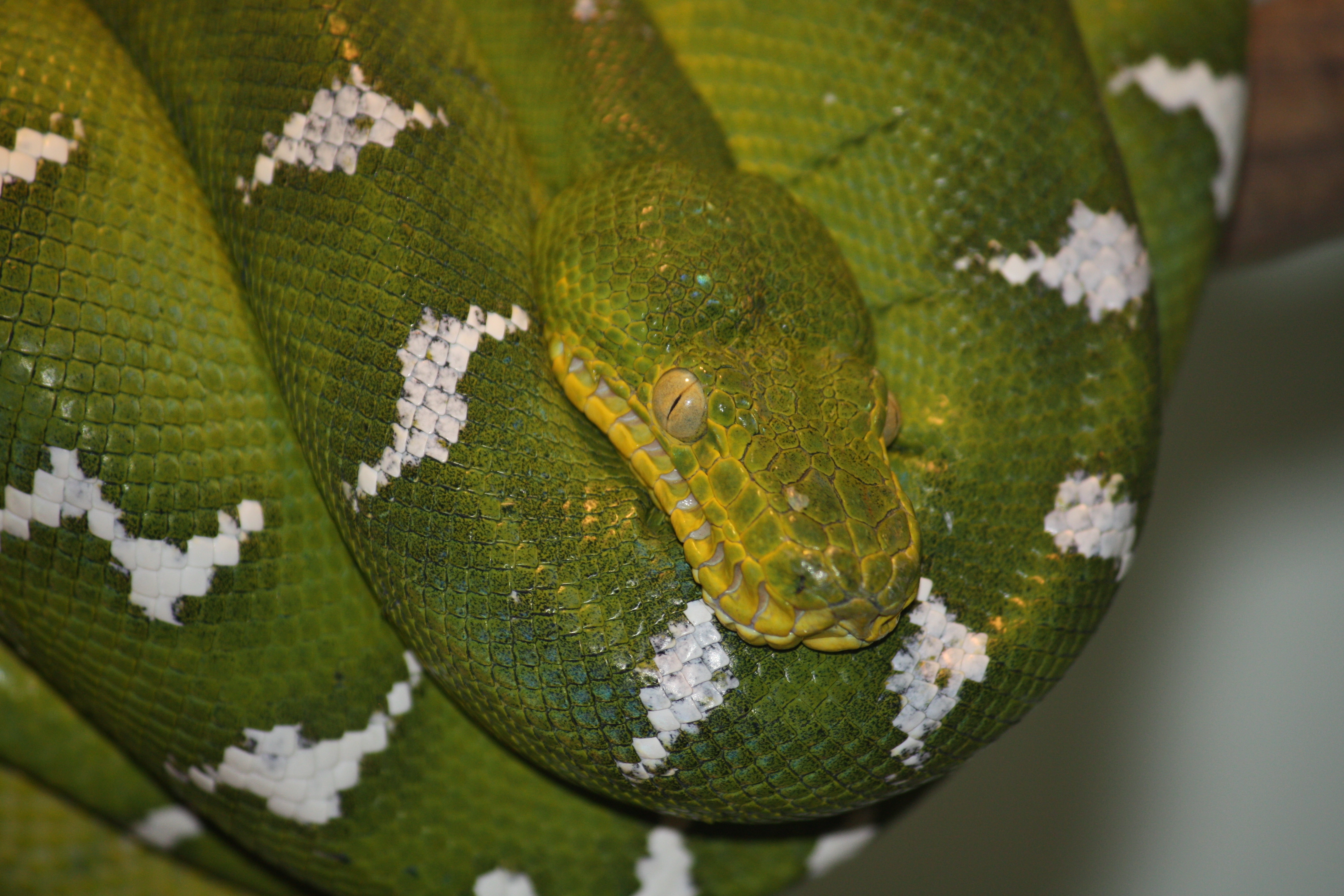
Corallus caninus

Ce serpent constricteur est caractérisé par sa robe verte. Une de ses particularités est que ses jeunes sont rouge brique (parfois d'autres couleurs) à la naissance et passent au vert aux alentours de six mois. Cette teinte vive permet de repousser les prédateurs.
Il est souvent confondu avec Morelia viridis, le Python vert, qui vit de l'Indonésie à l'Australie et qui représente un exemple remarquable de convergence évolutive.
C'est une espèce menacée classée II à l'annexe de la Cites.
Aussi appelé Boa canin, de par la similarité de son crâne avec celui d'un chien, ce serpent arboricole et nocturne passe ses journées enroulé autour d'une branche horizontale. Il ne descend presque jamais au sol et donne même naissance à ses petits au sommet des arbres. Cependant, la nuit, il descend pour aller chasser. Il ne survit que dans un habitat forestier intact.
Ce serpent peut mesurer jusqu'à 2 mètres de long.

## Reproduction
C'est un serpent ovovivipare. La saison des amours est au printemps, lors du changement de la saison sèche à humide.
Le nombre de petits peut aller jusqu'à 20 serpenteaux mais il est en moyenne de 7 à 12 bébés.
La gestation est d'environ 5 à 7 mois mais le plus souvent dure 7 mois.

## Publication originale
- Linnaeus, 1758 : Systema naturae per regna tria naturae, secundum classes, ordines, genera, species, cum characteribus, differentiis, synonymis, locis, ed. 10 (texte intégral).